# Titularbistum Voncaria
Voncaria ist ein Titularbistum der römisch-katholischen Kirche. Es geht zurück auf ein untergegangenes Bistum der gleichnamigen antiken Stadt in der römischen Provinz Mauretania Caesariensis im heutigen nördlichen Algerien
| Titularbischöfe von Voncaria |                                                          |                                                                                             |                    |                   |
| Nr.                          | Name                                                     | Amt                                                                                         | von                | bis               |
| 1                            | Léon Klerlein CSSp                                       | Apostolischer Vikar von Kroonstad Apostolischer Vikar von Bethlehem (Südafrikanische Union) | 8. April 1935      | 22. Mai 1950      |
| 2                            | Enrique Rau                                              | Weihbischof in La Plata (Argentinien)                                                       | 20. März 1951      | 23. Oktober 1954  |
| 3                            | Pio de Freitas Silveira CM                               | emeritierter Bischof von Joinville (Brasilien)                                              | 19. Januar 1955    | 19. Mai 1963      |
| 4                            | Marie-Georges Petit                                      | emeritierter Bischof von Verdun (Frankreich)                                                | 31. August 1963    | 13. Januar 1970   |
| 5                            | Joseph-Martin Urtasun Titularerzbischof pro hac vice     | emeritierter Erzbischof von Avignon (Frankreich)                                            | 25. Juni 1970      | 11. Dezember 1970 |
| 6                            | José Alí Lebrún Moratinos Titularerzbischof pro hac vice | Koadjutorerzbischof von Caracas, Santiago de Venezuela (Venezuela)                          | 21. September 1972 | 24. Mai 1980      |
| 7                            | Virgilio Noè Titularerzbischof pro hac vice              | Kurienerzbischof                                                                            | 30. Januar 1982    | 28. Juni 1991     |
| 8                            | Javier Navarro Rodríguez                                 | Weihbischof in Guadalajara (Mexiko)                                                         | 15. April 1992     | 20. Januar 1999   |
| 9                            | Leopoldo González González                               | Weihbischof in Morelia (Mexiko)                                                             | 18. März 1999      | 9. Juni 2005      |
| 10                           | Santiago María García de la Rasilla SJ                   | Apostolischer Vikar von Jaén en Peru o San Francisco Javier (Peru)                          | 11. November 2005  | 13. August 2018   |
| 11                           | Paul Nguyễn Quang Đĩnh                                   | Weihbischof in Hưng Hóa (Vietnam)                                                           | 15. März 2025      |                   |